# We Insist! Freedom Now Suite
We Insist! Freedom Now Suite ist ein politisches Konzeptalbum, das eine Zusammenstellung von Jazzstücken enthält, die Schlagzeuger Max Roach mit dem Texter Oscar Brown Jr. verfasst und mit seiner Band und prominenten Gastmusikern eingespielt hat. Das 1960 veröffentlichte Album „entstand aus einer politischen Erfahrung“ und bezog pointiert Stellung im damaligen Kampf der Afroamerikaner der Vereinigten Staaten gegen Rassendiskriminierung.

## Entstehungsgeschichte
Nachdem am 1. Februar 1960 Sit-in-Demonstrationen afroamerikanischer Studenten in einem Restaurant in Greensboro, das ausschließlich für Weiße reserviert war, und anschließend in anderen Städten der Südstaaten begannen, erklärten selbst zuvor eher unpolitische Jazzmusiker wie Duke Ellington, Count Basie und Art Blakey öffentlich ihre Unterstützung.
Schon zuvor hatte die National Association for the Advancement of Colored People 1959 dem Schlagzeuger Max Roach und dem Texter Oscar Brown den Auftrag erteilt, zum 100. Jahrestag des Inkrafttretens der Emanzipations-Proklamation von 1863 ein Oratorium zu gestalten. Roach und Brown zerstritten sich jedoch bei der Arbeit. „Aus politischen Gründen“, behauptete Oscar Brown später, weil er damals Martin Luther King Jr. glaubwürdiger fand als den von Max Roach favorisierten Malcolm X. Einen Monat vor den Aufnahmen zur „Freedom Now Suite“ hatte zudem Elijah Muhammad, damaliger Führer der Black Muslims, angesichts der auf dem afrikanischen Kontinent sich bildenden unabhängigen Staaten zur Gründung eines eigenen schwarzamerikanischen Staates in Nordamerika aufgerufen (bis heute eine Forderung der schwarznationalistischen Bewegung).
Nach Browns Erinnerung hatten die beiden zunächst vorgesehen, ein langes Werk mit dem Titel „The Beat“ zu schreiben, in dem „die Geschichte der afrikanischen Trommel von Afrika bis zur jetzigen Zeit“ erzählt werden sollte. Mehrere dieser Teile wurden nicht nur gemeinsam konzipiert, sondern auch erarbeitet. Roach spielte Brown dabei die vorgesehenen Melodien auf der Melodica vor, als sich die beiden an die Arbeit machten. Angesichts der sich politisch zuspitzenden Ereignisse war nach dem Zerwürfnis unklar, ob die beiden je wieder zusammenarbeiten würden. Daher beschloss Roach, die Suite in veränderter Form mit einer Combo vor der Fertigstellung des gesamten Werkes einzuspielen und zu veröffentlichen. Das gerade entstandene unabhängige Jazzlabel Candid bot ihm dies an; dessen Produzent Nat Hentoff hoffte sogar darauf, anschließend auch das Werk in der ursprünglich geplanten Form auf den Markt bringen zu können.
Brown erfuhr von der geplanten Aufnahme erst durch eine Postkarte, mit der Hentoff ihn um biographische Angaben bat, die er in seinen Linernotes berücksichtigen wollte. Roach versammelte zur Einspielung des Werks neben seinem Sextett, zu dem auch seine spätere Frau Abbey Lincoln gehörte, weitere Musiker – einerseits den Swingsaxophonisten Coleman Hawkins, andererseits Perkussionisten aus afrikanischen und karibischen Musikkulturen, allen voran den aus Nigeria stammenden Olatunji. Beider Namen wurden – ebenso wie der von Abbey Lincoln – auf dem Plattencover groß herausgestellt.
Zwei Aufnahmesitzungen fanden am 31. August (mit Coleman Hawkins) und am 6. September 1960 (mit den Perkussionisten) in Hentoffs Penthouse, das zu einem Studio umfunktioniert wurde, statt. Toningenieur war Bob d’Orleans. Die Veröffentlichung war die zweite Platte des jungen Labels (nach einer LP von Otis Spann).

## Auflistung der Titel

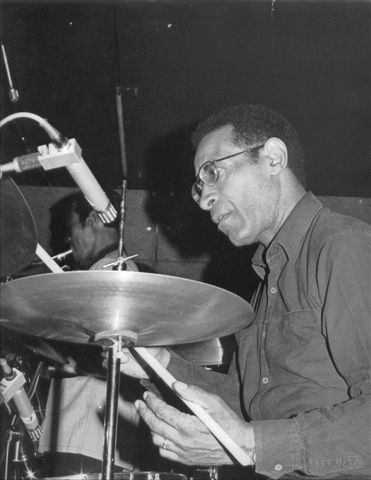
Max Roach (1979)

Bis auf die gekennzeichneten Ausnahmen stammen alle Kompositionen von Max Roach (Musik) und Oscar Brown Jr. (Text).
Seite A
1. Driva Man – 5:10
2. Freedom Day – 6:02
3. Triptych: Prayer/Protest/Peace (Roach) – 7:58
Seite B
4. All Africa – 7:57
5. Tears for Johannesburg (Roach) – 9:36

## Aufbau des Albums
Als Suite ist das Album aufgrund der sie inhaltlich klammernden Texte von Oscar Brown zu verstehen. Die Texte schlagen einen Zeitbogen von der Zeit der Sklaverei in die Gegenwart. Roach unterlegte seinen Kompositionen (poly)rhythmische Schichtungen, integrierte teilweise ungerade 5/4-Metren, aber auch komplexe afrikanische Muster in seine Arrangements. In den ersten drei Stücken bezieht sich Roach zudem auf musikalische Symbole afroamerikanischer Identität wie den Blues und den Gospel. Der kurz zuvor (1959) durch den Jazz-Hit „Take Five“ popularisierte 5/4-Takt, mit dem Roach schon früher experimentiert hatte, wird in mehreren Stücken (Driva Man, Tryptich – Peace und Tears for Johannesburg) verwendet. Die beiden letzten Stücke sind aufgrund des Einsatzes eines Perkussionsensembles, der rhythmischen Ostinati und des modalen Rahmens deutlich afrikanisch geprägt.
Das Eröffnungsstück Driva Man ist musikalisch ein Worksong, der auf einem Blues beruht. Abbey Lincoln begann a cappella in C-Moll und begleitete sich auf einem Tamburin. Mit ihrer Interpretation prangerte Abbey Lincoln Vergewaltigung und geschlechtsspezifische Ausbeutung von Sklavinnen an (die mit ihrem eindringlichen Gesang jenseits europäischer Tonalität „den Free-Jazz-Gesang von Patty Waters oder Jeanne Lee vorausnimmt“). Die Interaktion zwischen ihren „Wutschreien“ und dem als männlichen Gegenpart agierenden Coleman Hawkins (der hier seine einzige Aufnahme im vom Bassisten interessant verschleppten 5/4-Takt machte) weist teilweise über die (damalige) Formensprache des Jazz hinaus und ist von einer ergreifenden Intensität.
Freedom Day ist dagegen ein eher konventionelles Up-tempo-Stück des Modern Jazz. Es feiert letztlich die Befreiung von der Sklaverei mit melodisch-lebhaften Instrumentalsoli von Booker Little, Walter Benton, Julian Priester und Roach.
Tryptich war ursprünglich als Ballett-Stück konzipiert und steht im Zentrum der Platte: Das dreiteilige Stück beruht auf dem Erbe des Gospel. Sein erster Teil, „Prayer“, ist ein Spiritual ohne Text, das auf einer pentatonischen Skala in E-Moll basiert. Roach hatte dafür die Trommeln so gestimmt, dass sie gut zum Klang von Lincolns Stimme passen. Tryptich verzichtet auf die Sextett-Besetzung und wurde als Duett für Gesang und Schlagzeug aufgenommen: Lincolns ausdrucksstarker, engagierter Gesang bildet das Spektrum von Heiterkeit bis zur Beinahe-Hysterie ab. So konnte im Dialog mit Roachs Schlagzeug eine packende Eindringlichkeit entstehen. Dabei „wurde gebetet (Prayer), geschrien (Protest) und tief durchgeatmet (Peace). Die Schläge des Sklavenantreibers konnte man nicht nur hören, man spürte sie.“ Insbesondere in Protest verwendet Lincoln neue und ungewohnte stimmliche Ausdrucksmöglichkeiten.
All Africa beschreibt die Rückbesinnung auf das afrikanische Erbe – sowohl in Afrika als auch in Nordamerika. Nachdem zunächst Browns Gedicht über den Trommel-Beat zu Gehör gebracht wird, kommt es zu einem singenden Austausch von Lincoln, die die Namen von ethnischen Gruppen Afrikas nennt, mit dem nigerianischen Schlagzeuger Olatunji, der dabei in Yoruba singend deren Haltung zur Freiheit kommentiert (wobei die Bläser sich ebenfalls an dem Call and Response beteiligen), und dann mit Roach und den weiteren Perkussionisten eine lange gemeinsame Trommel-Passage spielt.
Tears for Johannesburg ist ein Klagelied, das Roach den Opfern des Sharpeville-Massakers widmete, bei dem eine gewaltfreie Demonstration gegen die Passgesetze der Apartheid von der Polizei zusammengeschossen wurde. Das Stück greift den Rassismus des Apartheid-Regimes an und stellt die Aktualität gewalttätiger Unterdrückung der Afrikaner in Südafrika dar. Zunächst hat Abbey Lincoln begleitet alleine von Bass, Perkussion und Schlagzeug „einen non-verbalen Vokalauftritt, der zweifellos zu den berührendsten politischen Statements der Epoche zählt“ (so Autor und Musiker Ben Sidran). Die sich anschließenden Solos von Booker Little, Walter Benton, Julian Priester und des Schlagzeugers sollen verdeutlichen, dass sich der Freiheitswille nicht unterdrücken lässt. Das expressive Solo von Trompeter Booker Little ist nach Jazz thing ein Höhepunkt des Albums.

## Coverfoto
Das Cover der Originalplatte bei Candid spielt auf den Sitzstreik in Greensboro an. Das großformatige Foto zeigt drei Afroamerikaner in einem Imbiss, die sich zur Kamera umdrehen, während auf der anderen Seite des Tresens ein weißer Barmann Gläser putzt.

## Wirkung
Das Konzeptalbum war zunächst kein kommerzieller Erfolg, wenn es auch letztlich eine der wirksamsten politischen Jazzplatten war. Es handelte sich um „eine der ersten Jazzplatten, die so offensiv wie radikal Positionen des black nationalism in der politischen Auseinandersetzung mit der Bürgerrechtsbewegung bezog.“ Don DeMichael, der Rezensent des US-amerikanischen Down Beat, zögerte 1961 nicht, das Album mit der höchsten Wertung – fünf Sterne – zu versehen, meinte aber: „Ich weiß nicht, ob das noch Jazz ist. Das tut aber wenig zur Sache. Denn ich weiß, dass es großartige Musik, kraftvolle Musik, vitale Musik ist. Oscar Brown Jr. und Max Roach haben ein Werk geschaffen (…), das in komprimierter Form eine Geschichte der Flucht vor Unterdrückung in diesem Land darstellt. Diese Botschaft ist wichtig.“
Auch im deutschen Jazz Podium wurde die Platte lobend besprochen; auch dort überwogen in der Rezension die politischen Motive.
Joachim-Ernst Berendt hielt die Suite für „Max’ Hauptwerk“ und betonte, dass sie „nicht nur in ihrer Botschaft, sondern gerade auch als „Komposition für kleine Gruppen in großer Form“ beispielhaft“ ist. Aktuell wurde das Album von Allmusic mit 5 Sternen bewertet. Für die deutsche Zeitschrift Jazz thing war die wiederveröffentlichte CD 1998 „ein nach wie vor brisantes musikalisches Zeugnis“. Sowohl der Penguin Guide to Jazz on CD als auch die deutsche Basis-Diskothek Jazz zählen das Album zu den zentralen Teilen einer jeden Sammlung von Jazzalben.

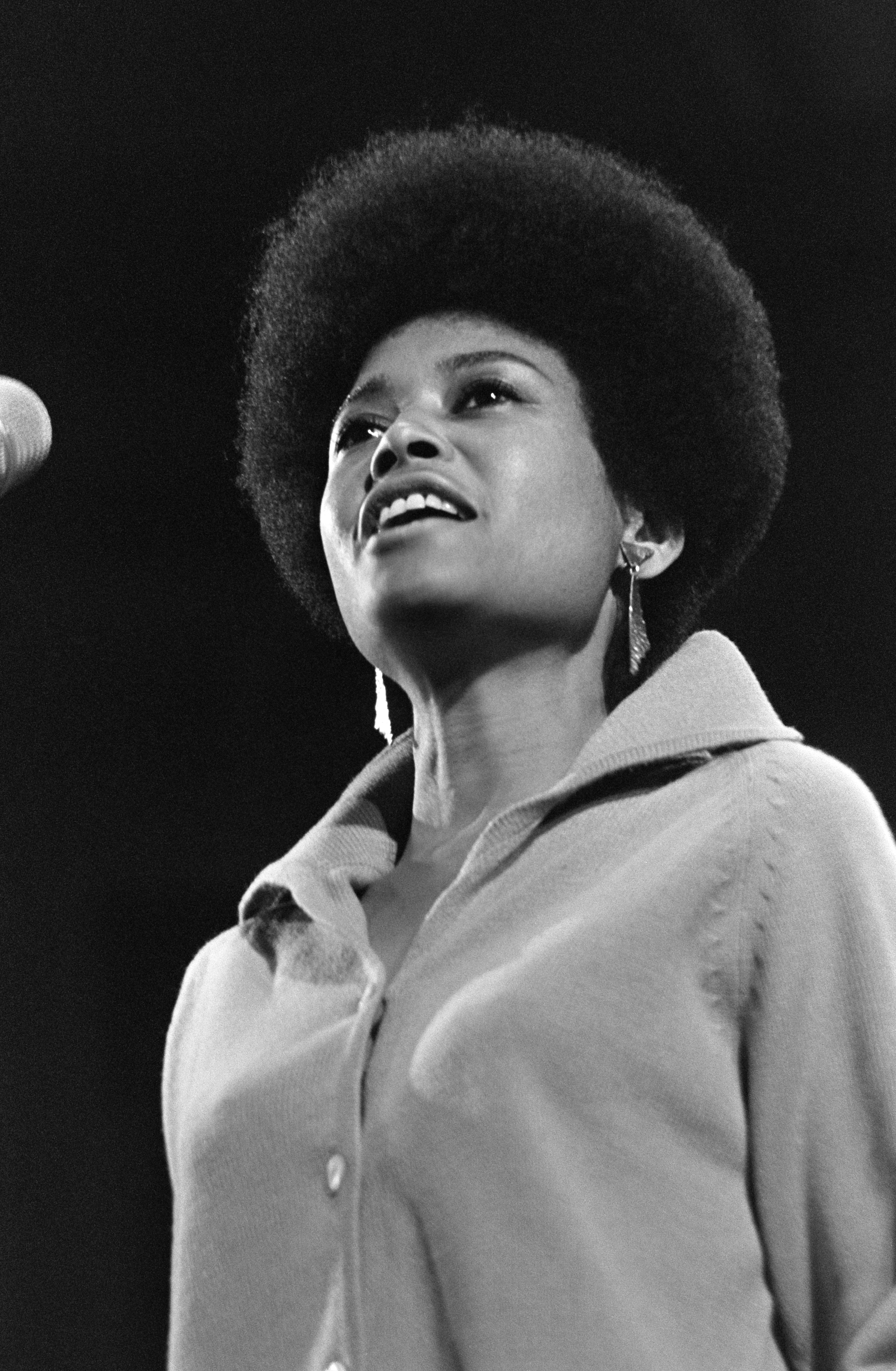
Abbey Lincoln im Konzert (1966)

Für die Jazzkritikerin Gudrun Endress ist die Freedom Now Suite ein ergreifendes musikalisches „Zeugnis des Freiheitskampfs der Schwarzen in den USA“, mit dem Roach aufrütteln wollte. Ben Sidran hört in der Suite einen „Aufschrei gegen den Rassismus und für die Anerkennung der großen Beiträge der afrikanischen und der afrikanisch-amerikanischen Kultur“. Stanley Crouch verklärt sie 1996 als „Hymne der schwarzen Bewegung“. Für Ekkehard Jost ist die Suite der „Grundstein für einen sich politisch verstehenden Jazz“. Dagegen bemerkte Werner Burkhardt kritisch, dass der Suite – und insbesondere dem Duostück Tryptich die für politische Interventionen notwendige „nötige Distanz“ fehle; „wenn man sich die Sache recht betrachtet, fühlt man sich unfair behandelt, weil einem durch das weltanschauliche Engagement der Künstler die Hände gebunden sind und man nicht rufen kann, was man rufen möchte: »Mehr Kunst, weniger Inhalt!«“
Als das Album erschien, war deutlich, dass es sich um Musik handelte, „die an die Nieren geht, Schreie, die man den Interpreten übel genommen hat“. Wegen dieser Aufnahme wurde Roach in den 1960er Jahren von Plattenfirmen boykottiert: Er hatte einige Jahre weniger Möglichkeit zur Studioarbeit; auch Abbey Lincoln konnte erst in den 1990er Jahren im internationalen Jazzbusiness richtig Fuß fassen. Das Stück Tears for Johannesburg hatte auch dazu geführt, dass die Platte in Südafrika unter die Zensur fiel und dort nicht vertrieben werden durfte. Roach bot daraufhin fund raising-Organisationen an, sich eine kostenlose Kopie der Platte zu leihen.
Der Rolling Stone  wählte das Album 2013 in seiner Liste der 100 besten Jazz-Alben auf Platz 17.

## Öffentliche Aufführungen
Am 15. Januar 1961 wurde die Suite live im Rahmen eines Benefiz-Konzerts für die Bürgerrechtsorganisation CORE uraufgeführt, das im New Yorker Jazzclub Village Gate stattfand und $2,50 Eintritt kostete. Bei dieser Aufführung wirkten teilweise andere Musiker mit als bei der Plattenaufnahme: hier ist insbesondere Eric Dolphy zu nennen, aber auch Marcus Belgrave und als Bassist Larry Ridley; insgesamt vier Congaspieler waren nun beteiligt, ebenso ein Erzähler und mehrere Tänzer (darunter Maya Angelou). „Die Interaktion zwischen Musik und Tanz war“, so der Eindruck des Rezensenten Dan Morgenstern, „vielleicht nicht so organisch, wie sie im Savoy Ballroom gewesen wäre, aber stark genug, um die andauernden Beziehungen zwischen den beiden Gattungsformen genau aufzuzeigen.“ Wenigstens eine weitere Aufführung fand im April 1961 in der Jazz Gallery New York statt; Teile des Werkes wurden in Philadelphia anlässlich des 25. Jahrestreffens der National Association for the Advancement of Colored People (NAACP) aufgeführt, wo es eine „enthusiastische Zuhörerschaft“ fand. Eine von der NAACP geplante Tour durch die Südstaaten konnte nicht realisiert werden.
Abbey Lincoln erinnert sich daran, dass das Duo-Stück Tryptich eine Zeitlang auch ohne die gesamte Suite aufgeführt wurde, beispielsweise eines Nachts im Birdland – jenseits von dessen regulärem Programm: „Erroll Garner saß im Publikum. Man erzählte später, er hätte nicht zugehört, und als ich zu schreien begann, habe er zu jemandem gesagt: ‚Was ist bloß los mit ihr?‘“
Anfang 1964 gingen Roach und Lincoln mit der Suite auf Europa-Tournee, wo es auch zu Mitschnitten durch Radiosender und das Fernsehen (in Baden-Baden) kam; mit dabei waren nun Clifford Jordan (ts), Coleridge-Taylor Perkinson (p) und Eddie Khan (b). In Dänemark (oder einem anderen Land) wurde das Stück den Erinnerungen von Abbey Lincoln zufolge stark abgelehnt. Dort wurde nach der Aufführung Roach „auf der Titelseite eines dieser großen Magazine mit zwei Peitschen in der Hand anstelle von Schlagzeugstöcken oder Besen“ abgebildet.
Die Suite wurde weiterhin 1965 in einem Benefiz-Konzert für das Student Nonviolent Coordinating Committee aufgeführt. We Insist! Freedom Now Suite wurde in den folgenden Jahren zu einem Thema auch für Choreografen, Filmemacher und Off-Broadway-Bühnenstücke.

## Bedeutung für Max Roach
Für Roach selbst war das Album ein Einschnitt, das seinen Wirkungsbereich als Komponist erweiterte. In einem „Down Beat“-Interview 1961 nach Veröffentlichung des Albums sagte er: „Niemals wieder werde ich etwas spielen, das keine soziale Bedeutung besitzt. Wir amerikanischen Jazzmusiker afrikanischer Herkunft haben ohne allen Zweifel bewiesen, dass wir als Musiker auf unseren Instrumenten Meister sind. Jetzt müssen wir unsere Fähigkeiten dafür einsetzen, die dramatische Geschichte unseres Volkes zu erzählen, und was wir durchgemacht haben.“
Zu dieser Aussage stand er auch später.